# Höckmayr KFZ-Technik

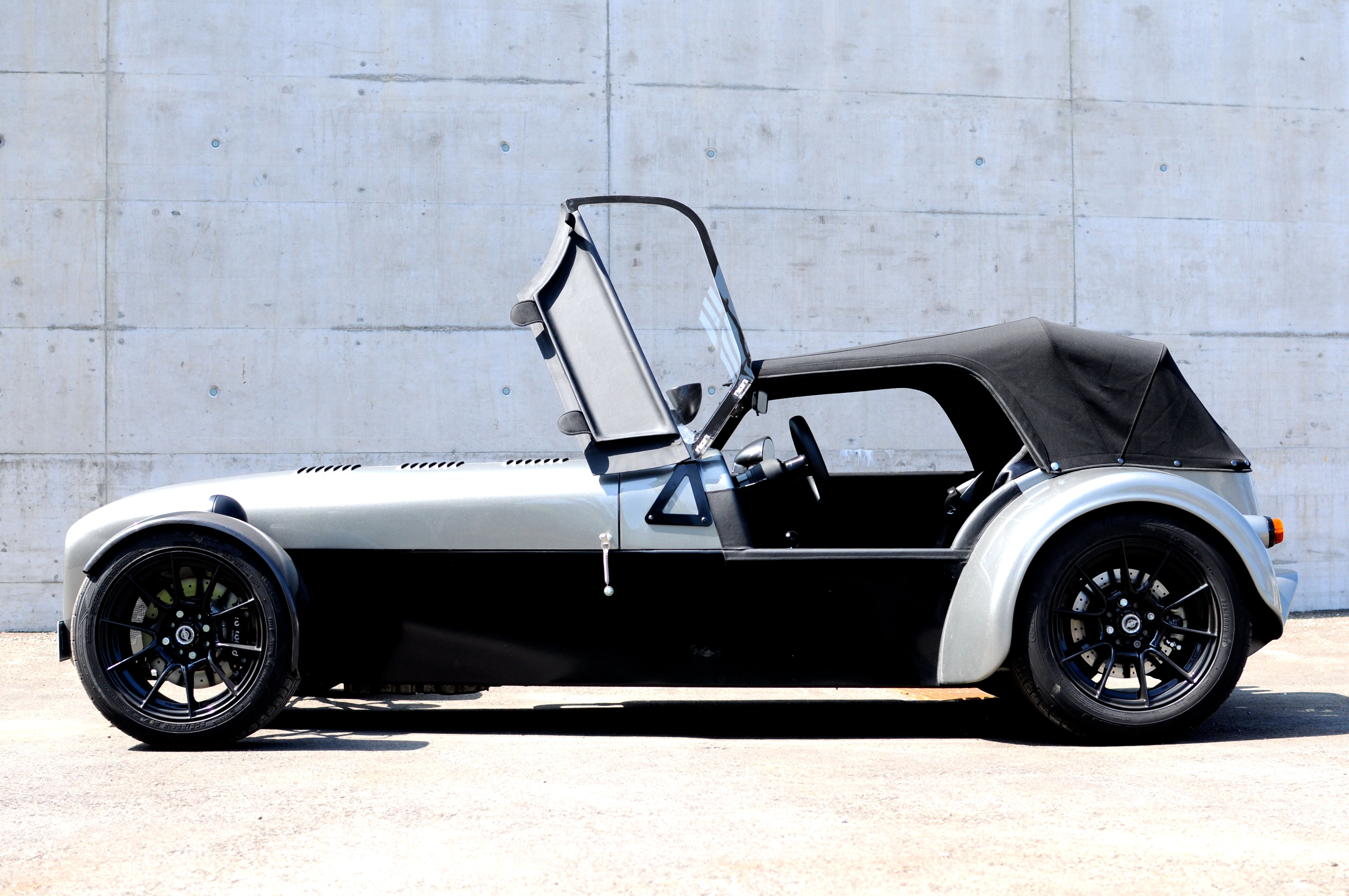
HKT GTS

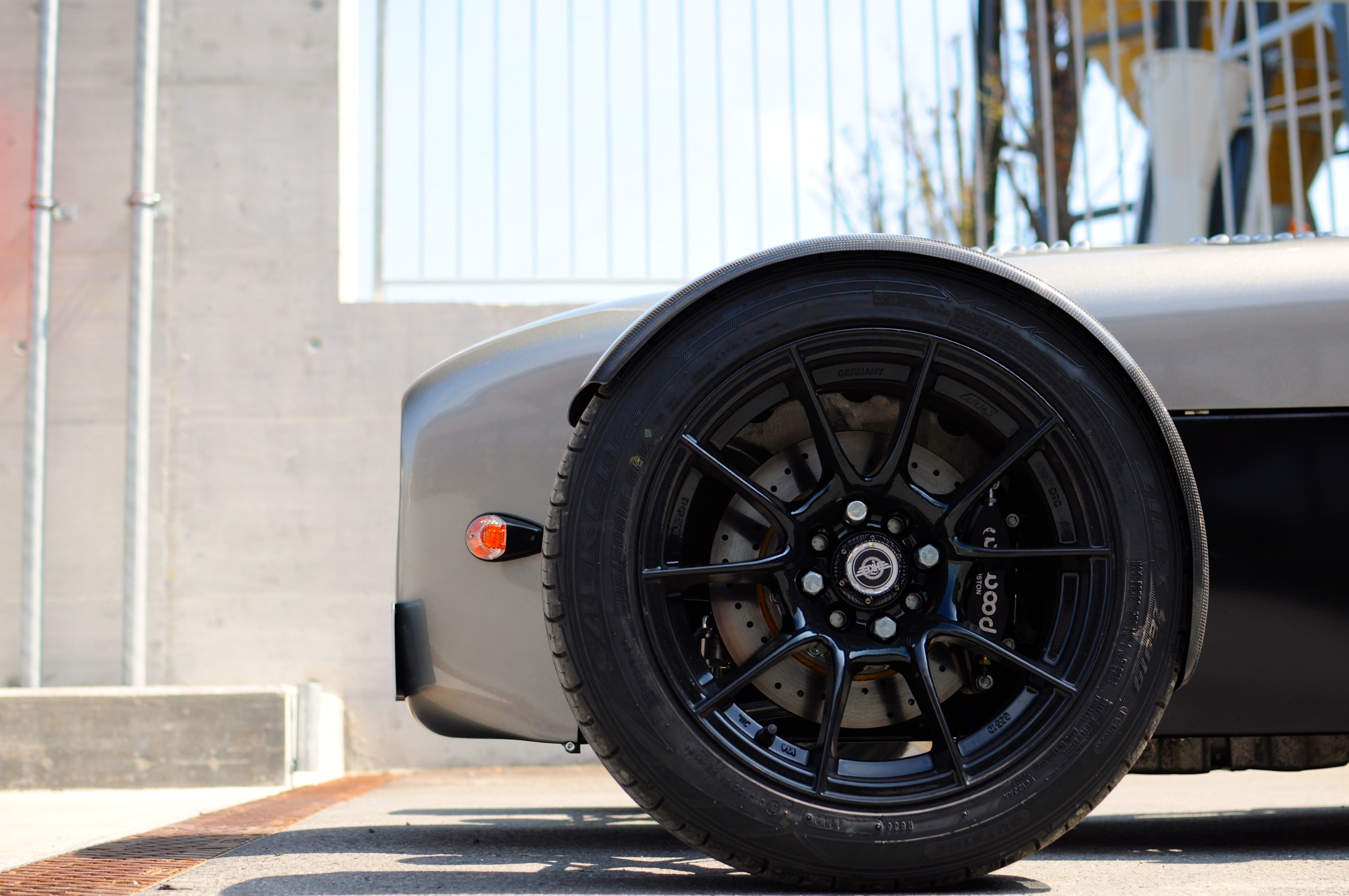
Vorderrad des HKT GTS

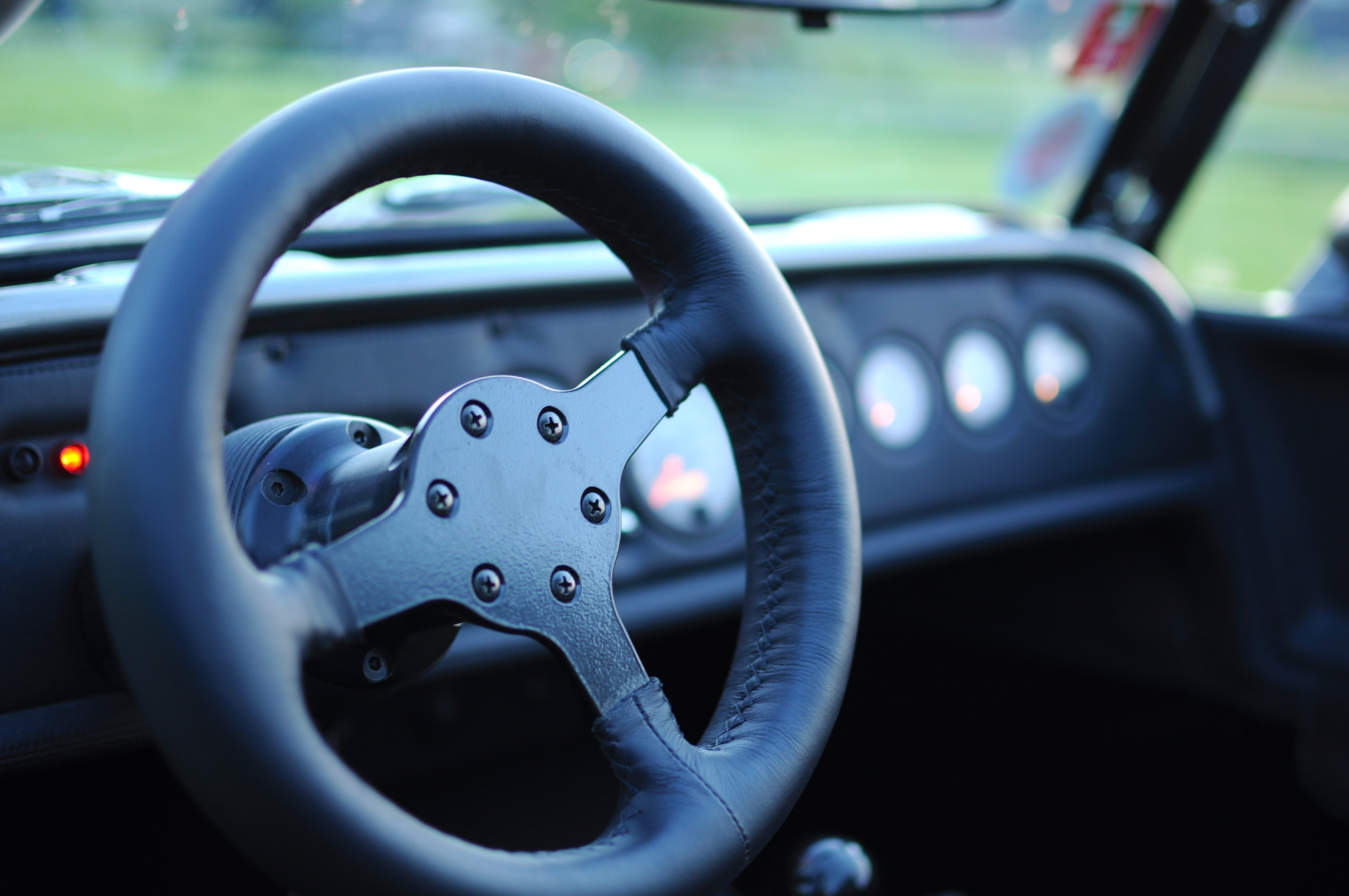
Cockpit des HKT GTS

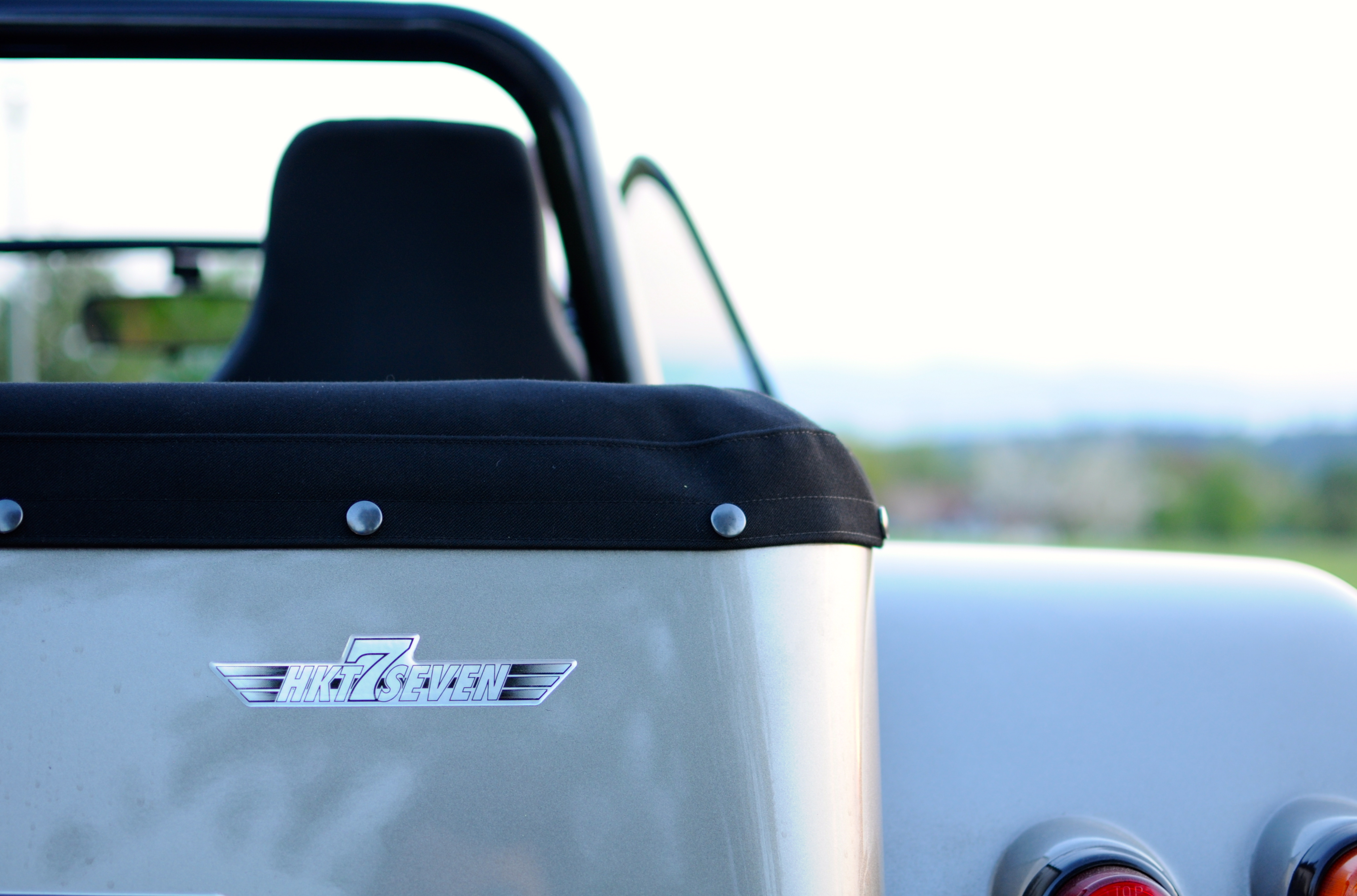
Rückansicht des HKT GTS

Höckmayr KFZ-Technik ist ein in Deutschland ansässiger Automobilhersteller. Das Unternehmen wurde von Simon Höckmayr gegründet und produziert ausschließlich Roadster, die ursprünglich vom Lotus Seven abgeleitet waren und heute noch so aussehen.

## Aktuelle Produktion
Höckmayr baut in Gerolsbach von Hand Komplettfahrzeuge. Der Fahrzeugtyp HKT GTS wurde vom Gründer Simon Höckmayr 1998 neu konzipiert und hat, abgesehen von äußerlichen Ähnlichkeiten, mit dem Ausgangsmodell Lotus Super 7 mittlerweile keine Gemeinsamkeiten mehr. 2006 wurde der HKT RS mit neuer Hinterachskonstruktion und verbreiterten Chassis auf den Markt gebracht. Höckmayr benutzt High-Tech-Materialien wie kohlenstofffaserverstärkten Kunststoff und andere moderne Verbundwerkstoffe für seine Autos. Die Motoren werden von Audi geliefert (1,8 Liter Hubraum). Die Leistung der Motoren reicht serienmäßig von 180 bis 213 kW (220–290 PS).
Dank des geringen Gewichts der Fahrzeuge sind Beschleunigungen von 3,6 s von 0 auf 100 km/h (HKT RS Clubsport) möglich. Das Auto hat weder ein Antiblockiersystem (ABS) noch ein Elektronisches Stabilitätsprogramm (ESP), Antriebsschlupfregelung (ASR) oder sonstige elektronische Fahrassistenzsysteme.

## Aktuelle Modelle
- HKT GTS
- HKT RS
- HKT RS Clubsport